# Église Saint-Thomas de Glen Mills
Pour les articles homonymes, voir Église Saint-Thomas.
L'église Saint-Thomas (St. Thomas the Apostle Church) est une église catholique historique située en Pennsylvanie (Est des États-Unis) à Glen Mills, dans le comté de Delaware. Elle date de 1856. 

## Histoire
La paroisse Saint-Thomas-Apôtre est la première paroisse catholique à être établie dans l'actuel archidiocèse de Philadelphie et la plus ancienne paroisse de Pennsylvanie. Elle est érigée comme mission en 1730 à Concord au domicile de la famille de Thomas Willcox,. En 1837, la famille Willcox construit une chapelle Sainte-Marie lorsque la demeure est reconstruite. Ce manoir est inscrit au Registre national des lieux historiques en 1972 comme faisant partie du district historique d'Ivy Mills.  
Une portion de terrain est acquise pour la construction d'une église le 26 août 1852,. Le coût de la construction est supporté presque en totalité par le propriétaire d'Ivy Mills, James M. Willcox. Elle est terminée en 1856 et elle reçoit sa dédicace de saint John Neumann sous le vocable de saint Thomas. En 1957, l'on construit une école élémentaire paroissiale et un couvent pour les religieuses enseignantes.
En 1991, une nouvelle église plus grande est construite tout à côté de l'église historique.